# Klasky Csupo
Klasky Csupo é uma empresa de produção multimídia de entretenimento estadunidense com sede em Los Angeles, na Califórnia, fundada pela artista e produtora Arlene Klasky e o animador Gábor Csupó. A Klasky Csupo foi fundada em 1982. O primeiro grande trabalho da Klasky Csupo veio em 1989, quando se tornou a produtora das três primeiras temporadas da série The Simpsons (após, a DPS Film Roman tornou-se a produtora da série em 1992). A empresa também animou os episódios-piloto para The Simpsons, assim como sketches de The Tracey Ullman Show.
Em 1991, a Klasky Csupo começou a produção de Rugrats, uma série para o canal de TV a cabo Nickelodeon.
A Klasky Csupo também produziu numerosos comerciais para televisão, incluindo com duas séries de videogames, como Super Mario, da Nintendo, e Sonic the Hedgehog, da Sega. Para vídeo, The Wacky Adventures of Ronald McDonald para a rede de lanchonetes McDonald's.

## Produções da Klasky Csupo

### Séries de televisão
| #  | Título                            | Ano(s)             | Criadores                                                                    | Notas                                     | Co-produção com                                                                                   |
| -- | --------------------------------- | ------------------ | ---------------------------------------------------------------------------- | ----------------------------------------- | ------------------------------------------------------------------------------------------------- |
| 1  | The Simpsons (1ª e 4ª temporadas) | 1989–92            | Matt Groening                                                                | Produção de animação                      | Gracie Films e 20th Television - para FOX                                                         |
| 2  | Rugrats                           | 1991–2004          | Arlene Klasky, Gábor Csupó & Paul Germain                                    |                                           | Nickelodeon Animation Studio - para Nickelodeon                                                   |
| 3  | Aaahh!!! Real Monsters            | 1994–97            | Gábor Csupó & Peter Gaffney                                                  |                                           | Games Animation, Inc., - para Nickelodeon                                                         |
| 4  | Duckman                           | 1994–97            | Everett Peck                                                                 | Baseado nos quadrinhos de mesmo nome.     | Reno & Osborn Productions, Celluloid Studios (1995-1997), Paramount Television - para USA Network |
| 5  | Santo Bugito                      | 1995–96            | Arlene Klasky & Gábor Csupó                                                  |                                           | Anivision - para CBS                                                                              |
| 6  | The Wild Thornberrys              | 1998–2004          | Arlene Klasky, Gábor Csupó, Steve Pepoon, David Silverman & Stephen Sustaric |                                           | Nickelodeon Animation Studio - para Nickelodeon                                                   |
| 7  | Stressed Eric (1ª Temporada)      | 1998               | Carl Gorham                                                                  |                                           | Absolutely Productions - BBC Two, NBC                                                             |
| 8  | Rocket Power                      | 1999–2004          | Arlene Klasky & Gábor Csupó                                                  |                                           | Nickelodeon Animation Studio - para Nickelodeon                                                   |
| 9  | As Told by Ginger                 | 2000–06            | Emily Kapnek                                                                 |                                           | Nickelodeon Animation Studio - para Nickelodeon                                                   |
| 10 | All Grown Up!                     | 2003–08            | Arlene Klasky, Gábor Csupó & Paul Germain                                    | Spin-off de Rugrats                       | Nickelodeon Animation Studio - para Nickelodeon                                                   |
| 11 | Rugrats Pre-School Daze           | UK: 2005, US: 2008 | Arlene Klasky, Gábor Csupó & Paul Germain                                    | Spin-off de Rugrats. Minissérie.          | Nickelodeon Animation Studio - para Nickelodeon                                                   |
| 12 | Rugrats                           | 2021–presente      | Arlene Klasky, Gábor Csupó & Paul Germain                                    | Revival/reboot da série original de 1991. | Nickelodeon Animation Studio - para Nickelodeon e Paramount+                                      |

### Filmes para cinema
| Título                       | Ano  | Diretores                      | Notas                                                                                      | Co-produção                             | Bilheteria       |
| ---------------------------- | ---- | ------------------------------ | ------------------------------------------------------------------------------------------ | --------------------------------------- | ---------------- |
| The Rugrats Movie            | 1998 | Igor Kovalyov e Norton Virgien |                                                                                            | Nickelodeon Movies & Paramount Pictures | US$140,9 milhões |
| Rugrats in Paris: The Movie  | 2000 | Stig Bergqvist e Paul Demeyer  |                                                                                            | Nickelodeon Movies & Paramount Pictures | US$103,3 milhões |
| The Wild Thornberrys Movie   | 2002 | Cathy Malkasian e Jeff McGrath | Indicado para um Oscar de melhor canção original para "Father and Daughter" de Paul Simon. | Nickelodeon Movies & Paramount Pictures | US$ 60,7 milhões |
| Rugrats Go Wild              | 2003 | John Eng e Norton Virgien      | Crossover com Rugrats & The Wild Thornberrys.                                              | Nickelodeon Movies & Paramount Pictures | US$ 55,4 milhões |
| Immigrants (L.A. Dolce Vita) | 2008 | Gábor Csupó                    | Último filme até hoje.                                                                     | Warner Bros.                            | US$ 0,1 milhão   |